# Efeito cobra
O efeito cobra ocorre quando uma tentativa de solução para um problema na realidade o agrava. Esta é uma instância de consequências não-intencionais. O termo é usado para ilustrar as causas da estimulação incorreta na economia e na política. Há também um livro de 2001, homônimo, do economista alemão Horst Siebert.

## Origem

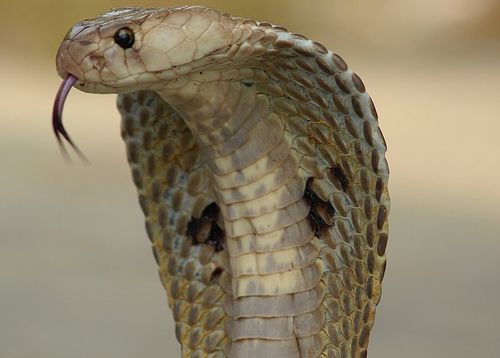
A Cobra Indiana

O termo origina-se de uma história ambientada no Índia britânica. O governo britânico estava preocupado com o número de cobras venenosas em Deli. Portanto, tal governo ofereceu uma recompensa por cada cobra morta. Inicialmente, essa estratégia teve sucesso, com grande número de cobras sendo morto pela recompensa. Entretanto, eventualmente, empreendedores começaram a procriar cobras para renda. Quando o governo percebeu, o programa de recompensas foi desfeito, e então os criadores de cobras soltaram-nas, já que não valiam mais nada. Como resultado, a população de cobras aumentou mais - a solução aparente para o problema tornou a situação ainda pior.
Um incidente similar ocorreu em Hanói, Vietnã, sob o domínio da metrópole francesa. O regime colonial criou um programa de recompensas que pagavam por cada rato morto, bastando provar com a cauda danificada. Porém, oficiais coloniais começaram a observar ratos sem cauda em Hanói em uma taxa exagerada. O que ocorria é que os apanhadores de ratos os capturavam, tiravam a cauda, e soltavam de volta nos esgotos, para que eles se procriassem e produzissem mais ratos, que, com mais caudas, aumentavam a renda dos apanhadores.